# Râul Secu, Bicaz
Râul Secu este un curs de apă, afluent al râului Bicaz. 

## Hărți
- Harta Munții Tarcău  Arhivat în 22 februarie 2010, la Wayback Machine.
- Harta Munții Ceahlău  Arhivat în 28 iunie 2008, la Wayback Machine.